# Збільшення зіниці
Збільшення зіниці оптичної системи — це відношення діаметра вихідної зіниці до діаметра вхідної зіниці. Збільшення зіниці використовується при розрахунках ефективного f-числа, яке впливає на ряд важливих елементів, пов'язаних з оптикою, таких як експозиція, дифракція та глибина різкості. Для всіх симетричних лінз, а також для багатьох звичайних фотооб'єктивів, зіниці мають однаковий розмір, тому збільшення зіниці становить приблизно 1.